# Georg Wede
Georg Vilhelm Timoteus Wede, född 9 maj 1893 i Bellö församling, Jönköpings län, död 18 januari 1980 i Motala församling, Östergötlands län, var en svensk präst i Skänninge.

## Biografi
Wede föddes 9 maj 1893 i Bellö socken. Han var son till hemmansägaren Adolf Vilhelm Jonsson och Kristina Matilda Isaksson. Wede blev student vid Lunds universitet 1919 och den 15 december 1921 blev han filosofie kandidat. Wede blev 15 september 1924 teologie kandidat och 9 december samma år praktisk teologie prov. Han prästvigdes 15 december 1924. Wede blev 11 juli 1925 kyrkoherde i Skänninge församling och tillträddes tjänsten 1926.

### Familj
Wede gifte sig 2 juni 1928 med Ingrid Margareta Katarina Janzon (född 1902). Hon var dotter till kyrkoherden P. M. R. Janzon i Västerlösa socken. De fick tillsammans barnen Wilhelm Per Georg (född 1929) och Ulla Ingrid Naemi (född 1931). Kerstin Margareta (född 1938). Lars Magnus Georg (född 1943) 